# 双峰寺站
双峰寺站位于中华人民共和国河北省承德市双桥区双峰寺镇，建于1977年。距承德站12公里，距隆化站44公里。现为四等站。客运办理旅客乘降，行李、包裹托运；货运办理整车、零担货物发到。